# Поднять «Титаник»
«Поднять „Титаник“» (англ. Raise the Titanic) — приключенческий технотриллер 1980 года режиссёра Джерри Джеймсона. Сценаристами выступили Эрик Хьюз и Адам Кеннеди, основой послужила одноимённая книга Клайва Касслера, написанная в 1976 году. Сюжет строится вокруг плана по подъёму «Титаника», дабы добыть ценный минерал и нарушить статус-кво в холодной войне.
В фильме снялись Джейсон Робардс, Ричард Джордан, Дэвид Селби, Энн Арчер, и Алек Гиннесс, но несмотря на звёздный актёрский состав картина получила неоднозначные отзывы как от критиков так и от зрителей и обернулась кассовым провалом. Сборы составили всего $7 000 000 при бюджете в $40 000 000.
Продюсер Лью Грейд позже заявил: «Дешевле было бы спуститься на дно Атлантики».

## Сюжет
В дебрях Северной Сибири американский геолог-шпион врывается в старую, заснеженную шахту, где обнаруживает замёрзшее тело сержанта армии США. Рядом с трупом находится деревянная табличка, датированная 1912 годом. Используя свой счётчик Гейгера, геолог-шпион обнаруживает, что минерал, который он ищет, был там. Затем его прогоняет советский солдат, который стреляет в него во время погони.
Американская разведка вскоре выясняет, что деревянные ящики с минеральным сырьём были погружены на «Титаник» в апреле 1912 года американцем. В Северной Атлантике ведутся поиски затонувшего океанского лайнера. Этому помогает один из последних выживших на «Титанике», который объясняет, что он также был последним человеком, видевшим американца живым. Незадолго до того, как «Титаник» затонул, моряк запер мужчину в корабельном хранилище, где хранились ящики с минералами, его последними словами были: «Слава Богу за Саутби!»
Специалисты по спасению начинают опасную работу по подъёму «Титаника» со дна океана, во время которой один из подводных аппаратов, «Морская звезда», испытывает затопление кабины и взрывается. У другого подводного аппарата разряжается аккумулятор, из-за чего его манипулятор цепляется за обломки «Титаника».
В конце концов поржавевший «Титаник» поднимают на поверхность с помощью нескольких баллонов со сжатым воздухом и вспомогательных средств для поддержания плавучести. Затем лайнер буксируют в сухой док в Нью-Йорке, его первоначальном месте назначения. Оказывается, не жалеют средств, потому что редкий минерал будет использоваться в качестве источника энергии в предлагаемой системе вооружения, которая может сбить любую ракету, входящую в воздушное пространство США. В ответ СССР бросает вызов Соединённым Штатам в связи со спасением «Титаника», поскольку они утверждают, что минерал был незаконно вывезен из Советского Союза. Войдя в водонепроницаемое хранилище, спасательная команда обнаруживает мумифицированные останки американца, но никакого минерала нет. Ящики набиты обычным гравием. Вскоре становится очевидно, что ключ к разгадке был оставлен в последних словах мёртвого американца. Он организовал фальшивые похороны на кладбище в Саутби, Англия, прежде чем отплыть обратно в Соединённые Штаты на злополучном лайнере. В итоге было решено оставить минерал захороненным в могиле, потому что знание о его существовании дестабилизировало бы статус-кво, поддерживающий мир между Западом и Советским Союзом.
| Актёр           | Роль                    |
| --------------- | ----------------------- |
| Джейсон Робардс | Адмирал Джеймс Сандекер |
| Ричард Джордан  | Дирк Питт               |
| Дэвид Селби     | доктор Джен Сигрем      |
| Энн Арчер       | Дана Арчибальд          |
| Алек Гиннесс    | Джон Бигалоу            |
| М. Эммет Уолш   | Винни Уолкер            |

## Разработка
Роман был опубликован в 1976 году. В августе того же года стало известно, что права на экранизацию принадлежат продюсеру Роберту Шафтелю. Однако в следующем месяце выяснилось, что права на экранизацию ещё не получены.

### Стэнли Крамер
Лью Грейд прочитав роман Клайва Касслера рассмотрел в нём потенциал сериала в стиле Бондианы. Он узнал, что Стэнли Крамер заинтересован занять пост режиссёра, и Грейд заявил, что приобретёт права на экранизацию и позволит Крамеру режиссировать и продюсировать проект (Крамер и Грейд вместе работали над фильмом Принцип домино). В Октябре 1976 года Грейд сообщил, что получил права на экранизацию за $450 000.
Книга вышла в конце 1976 года и стала бестселлером. Летом 1976 года Крамер снял кадры которые хотел использовать в фильме.
В январе 1977 года Крамер объявил, что подписал контракт на постановку фильма, который будет продюсировать Мартин Старгер. В марте Грейд объявил, что приобрёл права на два других романа Дирка Питта, «Айсберг» и «Средиземноморский пират».
На Каннском кинофестивале, в мае 1977 года, Лью Грейд анонсировал фильм как часть своих проектов, включая «Мальчики из Бразилии» и «Золотые ворота».
Во время подготовки к съёмкам и постройки макета; Грейд сказал, чтобы модель была как минимум в два-три раза больше, чем должна быть. Модель была основана на чертеже настоящего Титаника и обошлась в 5-6 миллионов долларов.
В конечном счёте в декабре 1977 года Лью Грейд объявил, что Крамер покинул проект из-за творческих разногласий. Крамер сказал, что «главной причиной было увеличение бюджета, который планировали использовать». Можно сказать, что одна из причин, почему я ушёл, заключалась в том, что я хотел, чтобы увеличили бюджет. Всегда печально видеть, что все заканчивается таким образом. «Поднять Титаник» было большим испытанием — весь азарт от спецэффектов, подводных съёмок. Крамер говорил, что продюсеры хотели, чтобы фильм обошёлся в 9 миллионов долларов, но он хотел чтобы, ему выделили 14 миллионов долларов. За проделанную работу Крамеру выплатили $500 000.

### Джерри Джеймсон
В мае 1978 года Лью Грейд объявил, что режиссёром фильма будет Джерри Джеймсон, который должнем был снимать «Золотые ворота», но проект был отменён. Грейд сказал, что данный фильм станет для него самым дорогим и обойдётся 20 миллионов долларов, но в нём не будет суперзвёзд. «Они нам не нужны», — сказал он. «Корабль — это звезда. В любом случае деньги, которые обычно уходят актёрам, были потрачены на нашу модель. Она великолепна». Грейд сказал, что на модель было затрачено 5 миллионов долларов. На должность продюсера был приглашён Уильям Фрай, который работал с Джерри Джеймсоном на съёмках Аэропорт 77.
Затраты на производство возросли до 15 миллионов долларов США, поскольку велись поиски корабля, который можно было бы переделать, чтобы он выглядел как затонувший Титаник.
Бытовало мнение, что реальный «Титаник», если его поднимать со дна океана, будет подниматься довольно медленно под пологим углом, прежде чем поднимется на поверхность. Резервуар в Северном Голливуде был слишком мелким и модель «вылетала» из него как ракета. Было принято решение снимать в резервуаре побольше.
В декабре 1978 года на Мальте началось строительство резервуара для съёмок подводных сцен. «Мальта была единственным местом, где мы могли построить резервуар с нужным расположением и подходящей натурой», — сказал Грейд.
Двойника Титаника нашли в Афинах.

### Сценарий
Сценарий постоянно переписывался. Первым сценаристом, значился Адам Кеннеди, написавший сценарий к фильму Стэнли Крамера и Лью Грейда «Принцип домино». Затем, к нему на смену, пришли Эрик Хьюз, Миллард Кауфман и Арнольд Шульман. Позже Кеннеди был возвращён, чтобы внести коррективы в сценарий, за что получил соответствующее вознаграждение.
Писатель Ларри Макмертри, которому не нравился роман Касслера, считая его «не столько романом, сколько инструкцией по подъёму большого судна из глубины моря», — утверждает, что он был одним из примерно 17 писателей, которые работали над сценарием, и единственным кто не требовал внесения своего имени в титры.
Адмирал Дэвид Куни, начальник информационной службы ВМС, потребовал переписать сценарий, чтобы русские не оказались проворнее американцев.
Касслер был недоволен конечным сценарием, потому что основная часть романа была отвергнута, взяв лишь основу его произведения; Кроме того, он считал, что пробы были провальные. Главные элементы романа, которые сохранились это, поиск Безания, группа которая спускается к Титанику, организует его подъём, и возможное обнаружение минерала не в грузовом отсеке Титаника, а на кладбище в Саутби, хотя в романе, он обнаружен, и Сицилийский проект проходит испытания.

### Пробы
На главную роль рассматривали Эллиотта Гулда, но отказался от неё. «Я не хочу поднимать Титаник». «Пусть Титаник останется там, где он есть», — изъяснил он.
Джейсон Робардс заявил, что снялся ради предложенных денег… Я не имею никакого отношения к производству данного фильма.
В октябре 1979 года было объявлено, что Ричард Джордан сыграет Дирка Питта.
Клайв Касслер сыграл камео в роли репортёра на пресс-конференции.

## Съёмки
Съёмки начались в октябре 1979 года на CBS. К этому моменту на резервуар и модель было потрачено 15 миллионов долларов.
Старый греческий океанский лайнер, SS Athinai (утилизированный в 1989 г.), был переоборудован в точную копию Титаника. Для масштабных подводных сцен использовалась огромная модель. На момент съёмок никто точно не знал как именно затонул Титаник. Большинство мнений утверждало, что разлома не было, но были и свидетельства утверждающие обратное. В конечном счёте Титаник был показан целым, что бы сохранить верность духу книги. Лишь 1985 году было обнаружено место крушения настоящего Титаника, что подтвердило, его раскол на две части, а сам он находится состояние сильной коррозии.
Модель весом 10 тонн и масштабом 50 футов (15 м) была построена для сцены, где Титаник поднимается на поверхность. Она обошлась в 7 миллионов долларов, но оказалась слишком большой для существующего резервуара для воды. Поэтому было принято решение о постройке ещё одного. Резервуар на 10 миллионов галлонов может создать иллюзию, что корабль находится в море. Модель Титаника опускали и поднимали более 50 раз, пока не был получен нужный дубль.
После завершения съёмок масштабная модель была брошена на произвол судьбы, недалеко от резервуара (at 35°53′36″ с. ш. 14°32′04″ в. д.). В январе 2003 года ураган почти полностью её разрушил. В 2012 году остатки металлической конструкции были перенесены на новое место ближе к морю (at 35°53′37″ с. ш. 14°32′06″ в. д.). «В данный момент модель в плачевном состоянии».
В последних сценах, в течение двух дней, должен был сняться Алек Гиннесс в Сент-Айвсе (Корнуолл), но за день до съёмок в Сент-Айвсе случился самый сильный шторм за сто лет, разрушивший церковь, где должна была сниматься сцена с его участием, поэтому её пришлось переделать.
Шахта на острове Свардлов была снята в каньоне Бронсон в Лос-Анджелесе.

## Саундтрек
Джон Барри создал музыку к фильму, которая стала самым популярным аспектом постановки — в точности следуя стилю своего саундтрека к фильму о Джеймсе Бонде «Лунный гонщик» который вышел годом ранее. От милитаристских мотивов, отражающими аспекты сюжета времён холодной войны до мрачных, холодных, задумчивых композиций, отражённых в подводных сценах.
Несмотря на то, что оригинальные записи музыки были утеряны,Silva Screen Records в сотрудничестве с Ником Рейном (одним из оркестровщиков Барри), в 1999 году выполнили полную перезапись партитуры с Пражским симфоническим оркестром.
В августе 2014 года Network On Air должна была выпустить фильм на Blu-ray в Великобритании. С единственной известной доступной оригинальной партитурой Барри. Сохранились кассеты из M&E, которые содержат партитуру и звуковые эффекты. Источники оригинальной полной партитуры неизвестны.
В марте 1980 года «Marble Arch» выставила на аукционе реквизит фильма.

## Выпуск
В октябре 1978 года было объявлено, что фильм будет выпущен новой дистрибьюторской компанией AFD.
Премьера фильма состоялась в 1980 году (В США 1 августа, одновременно с проведением Олимпиады). После премьеры было вырезано двенадцать минут.

## Реакция
Фильм получил смешанные отзывы и имеет всего 38 % свежести Rotten Tomatoes.
Касслер был настолько разочарован в фильме, что долгое время отказывался давать разрешение на дальнейшие экранизации своих книг. Лишь в начале 2000-х, после долгих раздумий, он разрешил экранизировать своё произведение Сахара (книга 1992 года) и снова пришёл в ужас от проделанной работы. Картина также провалилась в прокате. В 2006 Касслер подал в суд на создателей фильма Сахара т.к они не посоветовались с ним насчёт сценария.
Фильм заработал 7 000 000 долларов при бюджете в 40 000 000 долларов.
Лью Грейд позже высказался, что «считает, что фильм получился отличным». Он похвалил сцену подъёма «Титаника» и сцену где Дирк Питт входит в разрушенный бальный зал. В причинах провала фильма он обвинил выпуск телефильма Спасите «Титаник» который вышел годом ранее (его сняла EMI Films, председателем которой в то время был брат Грейда, Бернард Делфонт).
Провал фильма (как и другие его провалы того времени) подорвал репутацию Грейда и фактически и разрушил его карьеру.

### Номинации
- Премия «Золотая малина» в трёх номинациях

Номинация: Худший фильм
Номинация: Худшая мужская роль второго плана (Дэвид Селби)
Номинация: Худший сценарий